# بروميتز
بروميتز هي كومونا (بلدية) في مقاطعة آيسن في أوت دو فرانس (Hauts-de-France) في شمال فرنسا. 